# Стоте дни
Стоте дни е времето на повторно управление на френския император Наполеон Бонапарт във Франция (20 март – 22 юни 1815 г.) след бягството му от изгнание на остров Елба. Периодът е известен и като Война на седмата коалиция и завършва с разгрома на Наполеон в битката при Ватерло.

## Предистория
След Парижкия мир Наполеон Бонапарт е изключен от политическия живот. Въпросът за експулсирането му е обсъден между граф Неселроде, представляващ съюзниците, и херцог Коленкур, представляващ императора. На Наполеон е предложено да избере като място за доживотно изгнание един от островите Корфу, Корсика или Елба. Наполеон избира Елба, разположен близо до родната му Корсика. Пристига на острова с английски кораб на 3 май 1814 г. На 14 май към него се присъединява Камброн с част от старата гвардия, която желае да последва своя император. На острова има и други генерали: Бертран, Друо, Бойно.
Жителите на острова, начело с кмета, тържествено връчват ключовете на град Портоферайо на бившия император. За негова резиденция е избрано имение, в долината Сан Мартино близо до Портоферайо, но поради горещия климат Наполеон живее там само през зимата.
Наполеон се опитва да получи някакви доходи и първоначално планира да създаде доменни пещи, но бързо се отказва, тъй като планът е финансово несъстоятелен. Той контролира приходите от мините и попълва хазната с данъци от местните граждани. Впоследствие Наполеон колонизира близкия остров Пианоза. Благодарение на усилията и авторитета на Наполеон търговията на острова се съживява, което допринася за подобряване на финансовото състояние.
Член 17 от Договора от Фонтенбло позволява на Наполеон да има не повече от четиристотин войници, но той не спазва това ограничение. Армията му наброява 1649 души. Има на разположение и малък флот от осем кораба, три от които са въоръжени за защита на брега от пирати, два са чисто търговски, а други три са предназначени за развлекателни круизи. Въоръжените кораби са авизо корабът ("La Caroline") с водоизместимост 25 тона и с едно оръдие на борда, шлюпът "L'Etoile" с водоизместимост 83 тона с шест оръдия и бригът "L'Inconstant" с водоизместимост 300 тона и 18 оръдия.
Наполеон е посещаван на острова от различни хора, желаещи да се срещнат с него, например Мария Валевска със сина си, но съпругата Мария-Луиза и нейният син не го посещават.
На острова Наполеон получава новината за смъртта на Жозефин.

## Завръщането на Наполеон – „Полетът на орела“
Наполеон получава новини както от Франция, където расте недоволството от възстановяването на монархията на Бурбоните, така и от Виена, където се провежда Виенският конгрес и водещите сили на Европа преговарят за бъдещия световен ред. Вътрешната политика на Луи XVIII до голяма степен се определя от завръщащите се емигранти и е реакционна, въпреки сравнително либералната Харта от 1814 г., която обаче отменя много от постиженията на революцията. Елитът, властвал по време на империята, е отхвърлен и играе второстепенна роля. От друга страна, френското селячество добре си спомня Стария ред и се страхува да не загуби новопридобитите земи. В международните отношения съюзниците не са така единни както по време на войната. Англия и Австрия решително не искат Русия да засили ролята си в Европа; съществуват и силни разногласия относно съдбата на Полша и Саксония. Всички тези фактори дават основание на Наполеон да вярва, че Франция е готова за завръщането му.
В нощта на 25 февруари 1815 г. Наполеон отплава от Портоферайо на борда на брига L'Inconstant, придружен от шест други кораба. Остров Елба е патрулиран по море от френски и английски кораби и един от тях, френският Zephyr под командването на капитан Андриу, пресреща флотилията, идваща от Елба. Капитанът дори размени няколко думи с капитана на брига на Наполеон, но не открива нищо подозрително (войниците са скрити).
В три часа следобед на 1 март 1815 г. Наполеон и неговата малка войска достигат френския бряг и акостират в залива Жуан (Golfe-Juan). Пристигналите митничари ги посрещат с радост. Опитът за влизане в близкия град Антиб обаче завършва с неуспех: след като 25 от войниците на Наполеон влизат в града, те са пленени, а гарнизонът затваря портите на крепостта. В 11 часа вечерта отрядът на Наполеон потегля на път.
Кан и Грас приветстват Наполеон като завърнал се император без да окажат никакъв опит за съпротива. След като попълва запасите си с провизии в Кан, той остави четирите оръдия на брега и отпечатва в Грас листовки с обръщение към населението, в което се сравнява с Шарл VII Победителя, който си възвръща престола по право. Наполеон решава да тръгне на север през провинция Дофине, като заобикаля роялистки настроения Прованс. Без да спира в градове като Дин ле Бен и Гап, на 7 март 1815 г. той достига Гренобъл, столицата на Дофине.
В Гренобъл има правителствени войски: хусарски полк и два и половина линейни пехотни полка с артилерия. Първата им среща с отряда на Наполеон в Лафре. След като нарежда на войниците си да насочат дулата на пушките си надолу, той се приближава сам до кралските войски и изрича известната си фраза: „Войници от 5-ти полк! Познахте ли ме? Кой от вас ще стреля по своя император? Стреляйте!. В отговор войниците викат: „Да живее императорът!“ Наполеон превзема Гренобъл без бой, както и други градове. Останките от роялистите напускат града.
След Гренобъл Наполеон се придвижва към Лион, вече начело на шест полка и с артилерия. Дивизиите, изпратени там от краля да се бият с Наполеон, също преминават на страната на императора без битка и на 11 март той приема техния парад. В свой указ от 12 март Наполеон премахва Камарата на перовете и Камарата на депутатите и назначава нови съдии. Мнозинството префекти остават на местата си (те са назначени от него). След Лион Наполеон вече разполага с 15 000 войници; към него се присъединяват войници от 5-ти, 7-ми и 11-ти линейни полкове, 4-ти хусарски и 13-ти драгунски полкове. Тази армия се придвижва към Париж. В град Лон сюр Соние я чака армията на маршал Ней, изпратена от краля да посрещне „корсиканското чудовище“. Ней е един от онези, които след абдикацията на императора във Фонтенбло преминават на служба при Бурбоните. Той обещава „да доведе Наполеон в Париж в желязна клетка“ и да предотврати гражданска война. Сред командването на правителствените войски обаче цари паника.
Ней очаква подкрепления от Шалон, но вместо това пристига новина, че подкрепленията също са преминали на страната на Наполеон. Междувременно Наполеон напуска Лион и окупира Макон, чието население го посреща радостно. Агентите на Наполеон вече действат сред правителствените войски, агитирайки ги да преминат на негова страна. Емисарите на Наполеон предават писмо на Ней, в което императорът му обещава, че ще го приеме „точно както го прие в деня след битката при Москва“. Пратениците на Наполеон убеждават Ней, че не всички чужди сили подкрепят Бурбоните и че британците умишлено са отклонили корабите си от Елба, позволявайки на Наполеон да избяга. Това е лъжа, но прави необходимото впечатление на Ней и в резултат на това той издава прокламация, призоваваща войниците да преминат на страната на императора. На 17 март 1815 г. Ней и войските му се присъединяват към Наполеон. На 19 март кралят и семейството му бягат от Париж към Белгия.
На 20 март 1815 г., двадесет дни след акостирането на френския бряг, Наполеон Бонапарт влиза в Париж без нито един изстрел и отново застава начело на Франция.

## Политиката на Наполеон през Стоте дни

### Вътрешна политика
Наполеон разчита на консервативни републиканци като Карно и Констан. На 23 април е издаден „Допълнителен акт към конституциите на империята“, който предвижда създаването на двукамарен парламент, състоящ се от долна камара (избираеми депутати 300 души) и горна камара, чиито членове се назначават от императора и длъжността им е наследствена.
Отсега нататък всеки приет закон трябва да бъде обсъден и в двете камари и да получи одобрението на императора. На 25 май новата конституция е одобрена с плебисцит На 1 юни се откриват заседанията на новоизбраната камара.
На 20 март 1815 г. започва работа новото правителство. Жозеф Фуше отново е назначен за министър на полицията, Луи Даву – за генерал-губернатор на Париж и министър на войната, Коленкур – за министър на външните работи, Лазар Карно – за министър на вътрешните работи, Маре – за секретар на правителството. Въпреки че Франция като цяло приема завръщането на императора, във Вандея отново избухва бунт, където Наполеон е принуден да изпрати около 1000 войници.

### Външна политика
Всички европейски държави (с изключение на Неаполитанското кралство, начело с Жоашен Мюра, което обявява война на Австрия на 18 март) се вдигат на оръжие срещу Наполеон. Създадена е Седмата антифренска коалиция, която включва Великобритания, Австрия, Русия, Прусия, Холандия, Испания, Швеция и редица германски държави.
Наполеон разбира, че Франция се нуждае от мир. Той се обръща към ръководителите на европейските сили с предложение за мир и обещава, че Франция няма да преминава границите си. В опит да всее раздор в лагера на съюзниците, Наполеон изпраща на цар Александър документите, оставени от Бурбоните, които свидетелстват за наличие на таен договор между Франция, Англия и Австрия срещу Русия и Прусия. Това обаче няма желания ефект, затова Наполеон решава да нанесе превантивен удар в Белгия. Войната започва на 15 юни 1815 г., когато армията на Севера (фр. Armée du Nord започва да форсира река Самбре.

## Белгийска кампания
Против Наполеоновата империя воюва Седма антифренска коалиция с участието на много европейски страни. Поредица от сражения в тази последна военна кампания от Наполеоновите войни преминават с променлив успех:
- Битка при Лини. На 16 юни основните френски сили, командвани от Наполеон, побеждават по-многобройната пруско-саксонска армия под командването на генерал-фелдмаршал Блюхер, който е ранен в боя. Пруските войски са частично разбити и организирано отстъпват към Вавре. Преследването им започва едва на следващата сутрин от войските на маршал Емануел Груши, който получава заповед от Наполеон да ги догони и разгроми.
- Битка при Катр-Бра. На 16 юни сраженията между френските войски, командвани от маршал Мишел Ней и англо-холандската армия под командването на Артър Уелингтън и Вилхелм II Нидерландски завършват без победител, с частичен успех на французите.
- Битка при Вавре. Груши придвижва бавно войските си и пристига при Вавре едва на следващия ден – 18 юни. В 16 часа той се приближава към Вавре и получава писмо от Наполеон от 10 ч. сутринта, в което Наполеон одобрява движението към Вавре. Груши се убеждава, че постъпва в съответствие с плановете на Наполеон. В това време започва престрелка край Вавре. Силите на Груши нанасят поражение на два пъти по-малобройна войска, защото срещу тях е останал само ариергардът на противника, командван от саксонския генерал Йохан фон Тилман. Основните сили, командвани от Блюхер, правят обход, заобикалят армията на Груши и се отправят към Ватерло.
- Битка при Ватерло. Тя се превръща в генералното сражение на поредицата от битки. Започва в 10 ч. (по други данни в 11:30 ч.) на 18 юни 1815 г. между войските на Наполеон и Уелингтън при равни сили с лек превес за французите. Още в 13:30 ч. Наполеон написва заповед до Груши да дойде веднага с войските си във Ватерло, но той получава писмото едва в 17 ч., когато вече воюва при Вавре с всички шансове да спечели и е твърде далеч от генералното сражение. Въпреки това скоро френският генерал Вандам, чувайки далечната канонада и стремейки се да се притече на помощ на другарите си, без заповед вдига една от дивизиите на щурм на добре укрепените пруски позиции. В разгара на битката при Ватерло пристигат основните сили на прусите и се включват в помощ на англичаните. Към 19:30 ч. Наполеон включва и последния си резерв – Старата Императорска гвардия, но тя се оказва недостатъчна. Трите корпуса на Груши (около 33 000 души) така и не пристигат, ангажирани в безсмислената победа при Вавре. Френската армия е разгромена при Ватерло. Наполеон произнася известната фраза: „Приемай германеца за мъртъв, едва когато видиш главата му отрязана на два метра от тялото!“. Груши бяга в САЩ.

## Парижки мир, край на Стоте дни
Макар че френската армия удържа редица тактически победи след битката при Ватерло, това не променя стратегическото положение на Франция. Наполеон прекрасно разбира това, така както и факта, че страната е вече изтощена и не може да воюва повече. На 22 юни 1815 г. той събира министрите, които му предлагат различни варианти за развитие на събитията – от обявяване на диктатура до разпускане на националното събрание. Палатата, узнавайки за това, под ръководството на Лафайет се обявява за „неразпускаема“. Под натиска на обстоятелствата Бонапарт повторно се отрича от престола – в 21 часа на 22 юни 1815 г. – в полза на своя син. Заминава отначало за Малмезон, където е частната резиденция на Наполеон и първата му жена Жозефин дьо Боарне. Плътно до 25 юни много французи не искат да приемат отричането му от власт и връщането на Бурбоните. На 28 юни Наполеон отпътува от Малмезон за Рошфор с намерение да замине в Америка. По целия си път и в самия град той е възторжено посрещан. На 8 юли отплава в морето с две фрегати, но не може да стигне по-далече от остров Екс – английска ескадра е блокирала Франция по море. Френските моряци предлагат да влязат в самоубийствен бой с англичаните, за да може императорът да отплава в морето под шума от боя на другия кораб („Заале“). Но Наполеон вече е решил своята съдба. На 15 юли 1815 година той се предава на англичаните на кораба „Белерофон“. Те го изпращат в принудително изгнание на остров Света Елена в английски плен и далече от светската суета на Европа.
По време на Стоте дни Виенският конгрес продължава заседанията си по възстановяване на предходното статукво и реставрацията на Бурбоните във Франция след Френската революция.